# Synaptocochlea
Synaptocochlea là một chi ốc biển, là động vật thân mềm chân bụng sống ở biển trong họ Trochidae, họ ốc đụn.

## Các loài
Các loài trong chi Synaptocochlea gồm có:
- Synaptocochlea belmonti Simone, 2009[3]
- Synaptocochlea picta (d’Orbigny, 1847)[4]